# 맥도널드 케리
에드워드 맥도널드 케리(영어: Edward Macdonald Carey, 1913년 3월 15일 ~ 1994년 3월 21일 )는 미국의 배우, 가수이다. 연속극 《우리 생애 나날들》(1965-94) 출연으로 알려져 있다. 폐암으로 사망하였다.

## 출연 작품

### 영화
- Take a Letter, Darling (1942)
- Star Spangled Rhythm (1942)
- 웨이크 아일랜드 (1942)
- Dr. Broadway (1942)
- 의혹의 그림자 (1943)
- Variety Girl (1947)
- The Lawless (1950)
- Count the Hours! (1953)
- 저주받은 아이들 (1963)
- Tammy and the Doctor (1963)
- 세상의 끝 (1977, End of the World)
- 별들의 전쟁 (1979, Buck Rogers in the 25th Century)
- 아메리칸 지골로 (1980)
- Access Code (1984)
- 금단의 섬 (1987)
- 메시지 (1992, A Message from Holly)

### 텔레비전
- Studio One (1950-58)
- Climax! (1955-56)
- 우리 생애 나날들 (1965-94)
- 뿌리 (1977)
- 꿈꾸는 낙원 (1979-81)